# Antifranquisme a Catalunya, de CC a PCR
Aquest article pretén donar informació sobre una sèrie de grups clandestins que van ser actius a Catalunya des del 1954 fins a 1972, i que es van succeir en un procés que va anar, segons el títol d'una Jornada a la UAB que va tenir lloc el 6 d'octubre de 2013, “de la dissidència al comunisme revolucionari":
- CC, Cristians Catalans / Comunitat Catalana
- FSF, Força Socialista Federal
- UP, Universitat Popular, branca universitària de la FSF
- CES, Comisiones de Estudiantes Socialistas
- CHE-CHO, Comités de Huelga Estudiantiles-Comités de Huelga Obreros
- PCR, Partido Comunista Revolucionario
- PCP, Partido Comunista Proletario

Sota la relació de les anteriors sigles se situa un col·lectiu que registra una història política relativament curta –però vertiginosa–: la d'un grup català que evoluciona des del catalanisme i d'un cristianisme socialment militant fins a un comunisme revolucionari –i fins i tot revolucionarista–; paradigma del procés que segueix durant el mateix període la societat catalana, l'espanyola i la d'altres països del primer món.

## Breu crònica
La formació política inicial va seguir una evolució de progressiva radicalització, de tal manera que una jornada que es va celebrar a la UAB al respecte va portar per títol “De la dissidència cristiana al comunisme revolucionari” (06/11/2013). Aquest procés de radicalització va fer que la formació anés canviant de nom: nascuda originalment com CC (Cristians Catalans o Comunitat Catalana), va passar a ser la FSF (Força Socialista Federal) –amb UP (Universitat Popular) com a branca universitària– durant el període 1962-68, per a formar el 1967 les CES (Comisiones de Estudiantes Socialistas), que van derivar en els CHE-CHO (Comités de Huelga Estudiantiles-Comités de Huelga Obreros, 1969) dins dels quals la direcció política era el PCR (Partido Comunista Revolucionario, 1969-1970) i que va acabar en el PCP (Partido Comunista Proletario, 1970-1972).
El fet mateix de l'evolució ve explicada pel conjunt de sigles i noms i dels quals la memòria vol donar notícia. Aquestes sigles, aquests noms, i els moments en què surten o desapareixen, donen compte d'aquesta història i n'ofereixen una primera visió:

### 1954
Primeres passes de la creació d'un grup amb fort accent cristià (i trets para-eclesials), que provisionalment es denominarà CC –acrònim llegit com “Crist/Catalunya” o “Cristians Catalans”–.

### 1954-1962
El CC anirà desprenent-se de la tutela eclesial, desenvoluparà una intensa feina de sensibilització per tot el país –sector Comarques– i anirà madurant el camí per donar curs a la seva responsabilitat social –sector Social–. Fa activisme i agitació (campanya Galinsoga, fets del Palau, etc.) i acaba plantejant una ponència per a refer el programa d'actuació. Alternativament als primers moments, ara s'interpretarà CC com a “Comunitat Catalana”. Hi ha, doncs, un primer CC i un segon CC, sense ruptures traumàtiques, de moment.
Es posen en marxa aparells legals, de cobertura de les activitats il·legals, però també com a eines per plasmar –dins dels límits de la legalitat–, l'ideari i els objectius del grup: CEDEC i Promos.

### 1962-1964
S'aprova un Programa que significa l'adopció de postures socialistes i federalistes, d'estructuració política construïda de baix a dalt, situant la religió com un fet privat. Aquest canvi ha estat anomenat “la primera ruptura”, perquè –ara sí– es va produir un trasbals que significà una forta, encara que gradual, pèrdua de militància. El canvi implica la substitució del nom i el col·lectiu passa a dir-se Força Socialista Federal (FSF).
De seguida, la branca universitària de la FSF adopta el nom d'Universitat Popular (UP).

### 1964-1967
Durant aquests anys, la FSF va definint gradualment la seva estratègia, tàctica i estructura organitzativa, inicialment dins del marc del Programa de 1963, encara que cap al final de l'etapa aniran apareixent posicions marxistes i aproximacions al leninisme.
La FSF intenta construir, pràcticament des de zero, un sector obrer, manté les estructures para-legals (CEDEC, Promos) i en crea d'altres (EDIMA), però té poca presència a la societat: no fa política visible, o en fa molt poca. UP creix, i ho fa espectacularment a partir de la creació i primeres passes del SDEUB (Sindicat Democràtic d'Estudiants de la Universitat de Barcelona).
El 1967, desencantats de l'horitzó estrictament sindicalista del SDEUB, UP crea les CES (Comisiones de Estudiantes Socialistas), orientades ja cap a plantejaments anticapitalistes i socialistes per a la Universitat i la societat.

### 1967-1968
Des de l'inici de 1967 i fins a principis de 1968 es produeix un ampli debat entre les posicions partidàries d'inspirar un moviment popular socialista, sorgit de la base, i les de constituir un partit revolucionari que actués decididament com a consciència de classe i direcció de les masses obreres.
A grans trets, ara ens trobem amb la FSF (ara un col·lectiu poc nombrós, que no havia avançat gaire en el camp obrer i que, d'altra banda, havia perdut militants fora de l'àrea metropolitana) mantenia la primera postura, en tant que l'organització universitària predicava la segona.
Aquest debat va arribar a una lluita declarada pel poder a finals de 1967 i culminà a principis de 1968 en la “segona ruptura”, amb el triomf de les darreres posicions. Les CES seguiran un procés de radicalització, en paral·lel al debat de la FSF.

### Primavera de 1968
A la segona ruptura segueix un procés congressual dels que es mantenen a una FSF que, el setembre de 1968, declara oficialment la seva auto-dissolució. De moment, la militància que va subscriure les tesis “leninistes” guanyadores en la pugna de la segona ruptura, es manté activa i expectants de noves formes organitzatives, en tant que es produeix l'abandó dels militants “conservadors”.

### Finals 1968-1970
Apareixen quasi simultàniament els Comités de Huelga Obreros i els Comités de Huelga Estudiantil (CHE-CHO), i el Partido Comunista Revolucionario (PCR), amb el seu apèndix de les Juventudes Comunistas Revolucionarias (JCR). El PCR actua com el nucli dirigent revolucionari de les masses enquadrades en els CHE-CHO, a partir d'un esquema leninista de partit dirigent i d'organitzacions de masses. L'acció política planteja oposar a la violència institucional capitalista la violència revolucionària, que seguint les tesis maoistes opten per la desaparició de la Universitat i la incorporació dels estudiants a la classe proletària.
El PCR, que sosté tesis internacionalistes, intenta escampar la seva militància per Espanya: Madrid, València, Sevilla, País Basc,... amb l'ànim de promoure l'enderrocament del sistema amb la violència anticapitalista, però no aconsegueix trencar el seu aïllament envers les “masses proletàries”.

### Setembre 1970
Es dona un nou pas de radicalització: la violència revolucionària esdevé, en teoria, lluita armada, es constitueix el Partido Comunista Proletario (PCP) i les organitzacions de base passen a ser militaritzades (“Milicias del partido”). Una bona part dels militants abandonen, i resten només alguns grups menors. Les armes existeixen; tanmateix no es coneixen accions armades significatives contra el sistema.

### 1971-1972
Té lloc la desaparició del PCR i del PCP i extinció definitiva del “grup”.
Es tracta, doncs, de fer el recorregut d'unes formacions polítiques que, en realitat i a grans trets, en foren tres, i que de CC, moviment cristià catalanista, passà a la FSF amb un ideari d'esquerres amb la voluntat d'apropar-se a les classes treballadores per ajudar a alliberar-les de l'explotació que comporta el sistema capitalista. I del qual poc després neix UP, que serà la branca estudiantil, que, per joventut i situació tendent a radicalitzar-se, donà lloc al PCR i les seves “organitzacions de masses”. Amb un correlat final, i encara més radical, el PCP.